# Жарико, Паулина Мария
Паули́на (Павли́на) Мари́я Жарико́  (фр. Pauline Marie Jaricot, 21 июля 1799, Лион, метрополия Франции — 9 января 1862[…], 5-й округ Лиона) — католическая религиозная деятельница, слуга Божия, кандидат на беатификацию, основательница католической организации «Общество распространения веры» и католического движения «Живой Розарий».

## Биография
Паулина Мария Жарико родилась 22 июля 1799 года в Лионе в семье богатого промышленника. В возрасте 18 лет пережила религиозное обращение и стала активно заниматься религиозной деятельностью.
В 1819 году Паулина Мария Жарико основала в Лионе католическую организацию «Общество распространения веры» (фр. Propagation de la foi) (иное название — «Лионский союз»), которое занималось сбором денежных средств для католических миссионеров. В 1822 году «Общество распространения веры» распространило свою деятельность в Риме и стало официальным органом Святого Престола по сбору материальных средств для заграничных миссий.
Во время лионского восстания ткачей в 1831—1834 гг. Паулина Мария Жарико поддерживала духовно и материально восставших рабочих.

## Почитание и память
25 февраля 1963 года Римский папа Иоанн XXIII объявил Паулину Марию Жарико «досточтимой», что является началом процесса причисления к лику блаженных.
В Лионе находится дом-музей «Дом Паулины Жарико». Почта Ватикана в 1962 году выпустила в память П. Жарико серию из трёх почтовых марок.

## Источник
- Catholic Encyclopedia, New York: Robert Appleton Company. 1913 Архивная копия от 7 января 2010 на Wayback Machine  (англ.)
- Karin Groll: Pauline Marie Jaricot. In: Biographisch-Bibliographisches Kirchenlexikon (BBKL). Band 2, Bautz, Hamm 1990, стр. 1565-1566, ISBN 3-88309-032-8